# Geomyersia glabra
Geomyersia glabra — вид сцинкоподібних ящірок родини сцинкових (Scincidae). Мешкає в Папуа Нової Гвінеї та на Соломонових Островах.

## Поширення і екологія
Geomyersia glabra мешкають на островах Бугенвіль і Нггела в архіпелазі Соломонових островів. Вони живуть у вологих рівнинних тропічних лісах, віддають перевагу вологим річковим долинам. Зустрічаються на висоті від 150 до 1000 м над рівнем моря. Ведуть нічний спосіб життя.

## Збереження
МСОП класифікує стан збереження цього виду як близький до загрозливого. Geomyersia glabra загрожує знищення природного середовища.